# 尹慧瑛
尹 慧瑛（ユン・ヘヨン、朝: 윤혜영, 1973年7月 - ）は、日本の社会学者、歴史学者。在日コリアン3世。専門はエスニシティ論、北アイルランド地域研究。同志社大学グローバル地域文化学部教授。博士（社会学）。

## 略歴
東京都出身。東京外国語大学外国語学部朝鮮語学科卒業、一橋大学大学院社会学研究科地球社会研究専攻修士課程修了、同博士課程修了。
日本学術振興会特別研究員、一橋大学21世紀COEプログラムヨーロッパの革新的研究研究員を経て、2008年10月より東京外国語大学多言語・多文化教育研究プロジェクト（大学院重点化に伴う組織改変により、2009年4月より世界言語社会教育センター教育研究プロジェクト支援部門）准教授。2013年より、同志社大学グローバル地域文化学部准教授。2019年より、ロンドン大学クイーンメアリーカレッジ地理学部客員研究員。2023年より、同志社大学グローバル地域文化学部教授。

## 著書
- 『暴力と和解のあいだ－北アイルランド紛争を生きる人びと』法政大学出版局、2007年
- 「いくつもの〈分断〉を超えて－北アイルランドのエスニック・マイノリティと〈社会の共有〉」 御輿哲也編『〈移動〉の風景－英米文学・文化のエスキス』世界思想社、2007年
- 「北アイルランド紛争を生きる－暴力とコミュニティ関係」 須田努・趙景達・中嶋久人編 『暴力の地平を超えて』青木書店、2002年
- 「ホワイトネス」伊豫谷登士翁編『グローバリゼーション』作品社、2002年